# Cao Văn Triền
Cao Văn Triền (sinh ngày 18 tháng 6 năm 1993) là một cầu thủ bóng đá chuyên nghiệp người Việt Nam hiện đang thi đấu ở vị trí tiền vệ cho câu lạc bộ Quy Nhơn Bình Định.

## Sự nghiệp
Cao Văn Triền sinh ra và lớn lên ở Bình Định. Năm 13 tuổi, anh theo tập năng khiếu tại Bình Định. Đến năm 19 tuổi, anh được đôn lên thi đấu cho đội một của Bình Định.
Sau khi câu lạc bộ Bình Định không tham dự giải hạng Nhất quốc gia 2014, Cao Văn Triền được cho Khánh Hòa mượn và một năm sau anh cùng "đội bóng phố Biển" thăng hạng lên chơi V-League 1. Hai mùa giải 2015 và 2016, anh tiếp tục gắn bó với Khánh Hòa, ra sân tổng cộng 44 trận bao gồm 38 lần xuất phát ngay từ đầu.
Năm 2017, Văn Triền chuyển sang đầu quân cho Sài Gòn của huấn luyện viên Nguyễn Đức Thắng. Con số 17/19 trận đá chính ngay mùa giải đầu tiên đã cho thấy Cao Văn Triền là nhân tố không thể thiếu của đội bóng Sài Thành. 
Tại V.League 1 2020, ngoài trận mở màn gặp Sông Lam Nghệ An, Cao Văn Triền đã thi đấu bền bỉ mà không nghỉ một phút nào góp công giúp câu lạc bộ giành vị trí thứ 3 chung cuộc. Bản thân anh cũng lọt vào đội hình tiêu biểu của giải đấu và giành giải cầu thủ xuất sắc nhất câu lạc bộ.
Kết thúc mùa giải 2022, câu lạc bộ Sài Gòn xuống hạng và có nguy cơ giải thể. Cao Văn Triền được cho là đã chấp nhận giảm tiền "lót tay" để kết thúc sớm hợp đồng với Sài Gòn.
Ngày 9 tháng 12 năm 2022, Cao Văn Triền chính thức trở về khoác áo đội bóng quê hương Bình Định.

## Danh hiệu
Cá nhân
- Đội hình tiêu biểu V.League 1: 2020
- Cầu thủ xuất sắc nhất câu lạc bộ Sài Gòn: 2020